# Национальный суд Исландии
Национальный суд (исл. Landsdómur, исландское произношение: [ˈlantsˌtouːmʏr̥], дословно — «суд страны») — специальный суд высшей инстанции в Исландии, который рассматривает дела о преступлениях бывших или действующих членов Правительства Исландии совершенных в связи с выполнением ими своих служебных обязанностей. Национальный cуд может наложить штрафы и тюремное заключение и его решение обжалованию не подлежит. Правовой основой Национального суда в настоящее время является статья 14 Конституции Исландии от 1944 года (Stjórnarskrá lýðveldisins Íslands, nr. 33/1944) и Закон o Национальном суде (Lög um landsdóm, nr. 3/1963).

## История и состав суда
Национальный суд был создан в 1905 году указом короля Кристиана IX, когда Исландия была еще частью Дания. Затем в 1963 году Альтингом был принят закон o Национальном суде изменен в его нынешнюю форму, и главное изменение по сравнению с королевским указом заключалось в том, что количество судей было сокращено с 30 до 15. В Альтинге время от времени проводились дебаты об изменении системы Национального суда. В частности в 2001 году рассматривалось парламентское постановление об изменении состава Национального суда или его полной отмене, но предложение не было поддержано.
В состав Национального суда входят пятнадцать членов: пять судей Верховного суда Исландии (проработавших дольше всех в высшем суде), председатель окружного суда Рейкьявика, профессор конституционного права Исландского университета и восемь членов выдвинутых Альтингом, которые избираются сроком на шесть лет. Национальный суд возглавляет председатель Верховного суда Исландии.
Судья Национального суда должен соответствовать следующим критериям:
- Быть возрастом от тридцати до семидесяти лет;
- Быть юридически и финансово компетентным;
- Иметь безупречную репутацию;
- Быть гражданином Исландии и жить в Исландии;
- Не быть депутатом Альтинга или служащим Кабинета министров;
- Не состоять в родстве с другими судьями этого суда.

Судьи Национального суда получают зарплату по каждому отдельному делу в соответствии с Статья 49. Закона о национальном суде.
Когда Альтинг одобряет на голосовании постановление парламента об обвинении министра, избирается специальный прокурор Альтинга, который подает дело в Национальный суд и поддерживает обвинение. Обвинительный акт после рассмотрения дела выносится от имени Национального суда.

## Ответственность министров и национальный суд
В Исландии министры (члены Правительства Исландии) как высшие носители исполнительной власти ответственны перед Альтингом в соответствии со ст. Статья 14. Конституции Исландии. Ответственность министров подразделяется на политическую и юридическую ответственность.
Политическая ответственность министра заключается в том, что ему должны доверять большинство депутатов, иначе Альтинг может утвердить вотум недоверия министру, и тогда он будет вынужден уйти в отставку.
Юридическая ответственность заключается в том, что большинство в Альтинге может подать жалобу на министра в связи с ненадлежащим исполнением им служебных обязанностей, и жалоба может быть представлена как предложение для парламентской резолюции.
Согласно Закону об ответственности министров, член Правительства Исландии также несет уголовную ответственность в трех указанных случаях:
- Если он нарушает Конституцию Исландии;
- Если он нарушает другие законы;
- Если он злоупотребляет своей властью, сам делает что-либо или заставляет других делать что-то, что подвергает все государство предсказуемой опасности.

В этих случаях Национальный суд в соответствии с Законом об ответственности министров рассматривает жалобу, представленную суду прокурором Альтинга, и выносит решение по делу. Нарушение закона для членов Правительства Исландии может карается штрафом или лишением свободы на срок до двух лет. Решения Национального суда Исландии являются окончательными и обжалованию не подлежат.

## Дело Гейра Хаарде
Национальный суд ни разу не созывался с момента своего основания, до тех пор пока 28 сентября 2010 года Альтинг решил впервые собрать суд для расследования дела бывшего премьер-министра Гейра Хаарде обвиняемого в грубых проступках, которые привели к финансовому кризису в Исландии 2008—2011 годов.
Парламент 33 голосами против 30 решил предъявить обвинение Гейру, созвать Национальный суд и поручить прокурору Альтинга собрать доказательства и вести дело в суде. В свете того факта, что Национальный суд ранее никогда не созывался и не было никаких подобных прецедентов, многое оставалось неясным в отношении работы суда и хода рассмотрения дела.
3 октября 2011 года, в ответ на ходатайство защиты о прекращении дела, Национальный суд проголосовал за снятие двух самых тяжелых обвинений против Гейра, касающихся «грубой халатности» и «непредоставления оценки финансовых рисков», но решил продолжить дело на основании четырёх оставшихся обвинений.
Судебный процесс начался в Рейкьявике 5 марта 2012 года. Обвинение прокурора Альтинга против Гейра Хаарде началось со слов «за преступление, совершенное умышленно или по грубой неосторожности в его должности премьер-министра». В случае вынесения обвинительного приговора по всем трем выдвинутым обвинениям экс-премьер-министру грозил срок лишения свободы до 2 лет. 23 апреля того же года Гейр Хаарде был признан виновным по одному из четырех пунктов обвинения — в том, что на заседаниях кабинета министров он не рассматривал всех проблем, с которыми столкнулись исландские банки, и не довел до сведения министров потенциальных последствий этих проблем для экономики Исландии. По мнению суда тем самым Гейр не выполнил свой долг в соответствии со статьей 17 Конституции Исландии.
Несмотря на обвинительный приговор, из-за его возраста, отсутствия судимости и оправдания по наиболее серьезным обвинениям, Гейр не понёс наказания, а исландское государство даже оплатило его судебные издержки на защиту. Гейр этим не удовлетворился и подал апелляцию в Европейский суд по правам человека в Страсбурге, утверждая, что иск против него носил политический характер. Суд по правам человека в ноябре 2017 году вынес решение против Гейра постановив, что исландское государство имело право выдвигать против него обвинения и рассматривать дело в суде.